# برت تراوتمان
برنهارد کارل «برت» تراوتمان (انگلیسی: Bernhard Carl "Bert" Trautmann؛ ۲۲ اکتبر ۱۹۲۳ – ۱۹ ژوئیهٔ ۲۰۱۳) بازیکن فوتبال اهل آلمان بود که از ۱۹۴۹ تا ۱۹۶۴ در پست دروازه‌بان برای باشگاه فوتبال منچستر سیتی بازی می‌کرد.
تراوتمان در ۹ سالگی به گروه تازه‌کار جوانان هیتلری پیوست. او در اوایل جنگ جهانی دوم به لوفت‌وافه پیوست و سپس به عنوان چترباز خدمت کرد. او سپس به لهستان اشغالی اعزام شد و پس از آن به مدت سه سال در جبهه شرقی جنگید و پنج مدال از جمله یک صلیب آهنین به دست آورد. بعداً در جنگ به جبهه غربی منتقل شد و با نزدیک شدن به پایان جنگ توسط انگلیسی‌ها اسیر شد. به عنوان یک سرباز داوطلب، مقامات او را در زمره زندانیان دسته "C" طبقه‌بندی کردند، به این معنی که او را نازی می‌دانستند. او یکی از تنها ۹۰ هنگ ۱۰۰۰ نفری بود که از جنگ جان سالم به در برد و به اردوگاه اسیران جنگی در اشتون این میکرفیلد، لانکاشر منتقل شد. تراوتمان پیشنهاد بازگشت را رد کرد و پس از آزادی در سال ۱۹۴۸ تصمیم گرفت در لانکاشر ساکن شود و فعالیتش را با بازی در باشگاه فوتبال سنت هلنز تاون آغاز کرد.

## افتخارات

### باشگاهی
- جام حذفی فوتبال انگلستان: ۱۹۵۶

### فردی ]D J
- مرد سال انگلیس: ۱۹۵۶
- تالار مشاهیر فوتبال انگلستان
- تالار مشاهیر ورزشی آلمان
- جایزه ویژه صلح
- صلیب آهنین

## زندگی‌نامه
برت ترائوتمن، جزو آلمان‌های نازی به حساب می‌آمد. زمانی که جنگ جهانی آغاز شد، ۱۷ساله بود و داوطلبانه به ارتش پیوست. او در کریمه و مسکو جنگید. این سرباز آلمانی مسوول عبور و مرور اتومبیل‌ها در جاده بود اما در یک حمله توسط آلمان‌ها توانست از این محل فرار کند و دوباره به میدان جنگ بازگردد. در نهایت تنها پنج هفته مانده به پایان جنگ، توسط متحدین در کنار رود رن دستگیر شد. ابتدا در بلژیک زندانی بود سپس به انگلیس رفت.
در این کشور دیداری میان زندانیان و نگهبانان برگزار شد و بازی ترائوتمن که دروازه‌بان بود، به چشم آمد. همان موقع بود که تیم سنت هلن با او قرارداد امضا کرد. ترائوتمن به درخشش خود ادامه داد تا این که تیم‌هایی هم‌چون تاتنهام، آرسنال و منچسترسیتی خواهانش شدند. او دربارهٔ تیم جدید خود گفت: پیشنهاد سیتی را پذیرفتم چون همیشه به من می‌گفتند هر چقدر به مناطق شمالی انگلیس نزدیک شوید، مردمان بهتر هستند.
ترائوتمن تصمیم گرفت در انگلیس زندگی کند چون در آلمان خانه و خانواده‌ای نداشت. او باید زندگی جدیدی را شروع می‌کرد. دروازه‌بان آلمانی در آن سال (۱۹۴۹)، ۲۳ ساله بود و از حضورش در منچستر استقبال خوبی نشد. ۵۰ هزار نفر در لندن تظاهرات کردند و در پلاکاردهایی مخالفت خود را با امضا قرارداد بازیکن آلمانی اعلام کردند.
نخستین بازی‌اش برای سیتی با حضور ۲8 هزار تماشاگر به میزبانی بولتون انجام شد. برای تماشاگران عجیب بود که یک سرباز نازی در تیم حریف بازی می‌کند. این دیدار پایان خوشی برای سیتی نداشت چون سه بر صفر مغلوب بولتون شد. با این حال ترائوتمن بازی خوبی از خود به نمایش گذاشت و ۱۵ سال از دروازه تیم شهر منچستر حفاظت کرد. درخشان‌ترین روزش در این سال‌ها دیدار نهایی FA کاپ ۱۹۵۶ بود. در آن بازی سیتی سه بر یک بیرمنگام را شکست داد. این دروازه‌بان آلمانی توانست در ۱۵ دقیقه پایانی با وجود حملات زیاد حریف، دروازه‌اش را بسته نگه دارد. او توسط انجمن فوتبالیست‌ها، بهترین بازیکن فصل انتخاب شد. این برای نخستین‌بار بود که این جایزه به یک خارجی داده می‌شد.
در سال ۱۹۶۴ بازی خداحافظی‌اش در مراسمی با شکوه برگزار شد. منتخب دو تیم شهر منچستر که در میان آن‌ها بابی چارلتون هم حضور داشت، برابر تیم ملی انگلیس قرار گرفت. چارلتون در آن زمان دربارهٔ او گفت: ترائوتمن بهترین دروازه‌بان تمام دوران‌هاست. هم‌چنین انجمن فوتبال او را در میان ۱۱ مرد ومبلی که جز بهترین‌های لیگ بودند، قرار دارد. در این فهرست به جز ترائوتمن، اسپنسر، اپگود، بلانچفلوور، رایت، بابی مور، استنلی متیوز، کارتر، میلبورن، بابی چارلتون و تام فینی قرار داشتند